# タイムボックス
タイムボックス（Timebox）は、1960年代に活動したイングランドのサイケデリック・ポップ・バンドで、複雑な出自から発展した。1965年10月にランカシャー州サウスポートで結成された。

## 略歴
最初に「テイク5」が、下記メンバーにより1965年にサウスポートで結成された。
- ヴィブラフォン奏者（後にギタリスト）のオリー・ハルソール（本名ピーター・ジョン・ハルソール、1949年3月14日、サウスポート生まれ。1992年3月29日、スペイン、マドリードにて死去）
- ピアニスト、オルガニストのクリス・ホームズ（本名クリストファー・ノエル・ホームズ、1945年9月12日、リンカンシャー州クリーソープス生まれ。2019年5月死去）
- リード・ギターおよびボーカリストのケイヴァン・フォガティ（本名ケイヴァン・マイケル・スタンホープ・フォガティ、1944年7月20日、サウスポート生まれ。2010年10月12日、米国フロリダ州オレンジシティにて死去）
- ベーシストのクライヴ・グリフィス（1945年5月16日、サウスポート生まれ）
- ドラマーのジェフ・ディーン（1944年4月29日、サウスポート生まれ。2002年5月26日死去）

バンドはプロとして活動するようになり、1966年10月にロンドンへと向かった。すぐに、キンクス、スモール・フェイセス、トミー・クイックリー、ルー・クリスティとのパッケージ・ツアーに取り組み、ウィスキー・ア・ゴーゴーでレジデントを務めた。その後、彼らはアメリカ出身の歌手、リチャード・ヘンリーをメンバーに追加し、アメリカの刑務所用語であるタイムボックスにバンド名を変更した。1967年2月にピカデリー・レコードと契約し、彼らのデビュー・シングル「I Will Always Love You / Save Your Love」（John Schroederプロデュース）がリリースされた。
この後、ヘンリーがアメリカに帰国。ジェフ・ディーンが結核にかかり、アンディ・ペトレ（本名アンドリュー・チャールズ・マルコム・グリーン・ペトレ）が交代で加入した。その年の4月、インストゥルメンタルのシングル「Soul Sauce / I Wish I Could Jerk Like My Uncle Cyril」がリリースされた。その後、マイク・パトゥがバンドに加わり、ボーカリストおよびソングライターとして重要な役割を果たすこととなった。ペトレが脱退したとき、ドラムはジョン・ハルシー（1945年2月23日、ロンドン北部ハイゲート生まれ）によって埋められた。
1967年にデラム・レコードと契約する以前、彼らはピカデリーのために上記2枚のシングルを録音した。1967年から1969年にかけては、デラムにて5枚のシングルを録音し、『Nine at Nine』『Stuart Henry on Sunday』『Jimmy Young』などのBBCのショー番組に出演した。彼らの唯一となる英国シングル・チャート入りした楽曲は、1968年7月に38位まで達したフォー・シーズンズの曲「Beggin'」のカバー・ヴァージョンだった。1970年に彼らの最後のシングルが不発に終わった後、クリス・ホームズは脱退（後にベーブ・ルースへ加入）し、残りのメンバーであるパトゥ、ハルシー、ハルソール、グリフィスは、パトゥの名前で活動を続けた。

## ディスコグラフィ

### コンピレーション・アルバム
- The Original Moose on the Loose (1976年、Cosmos)
- The Deram Anthology (1998年、Deram)
- 『ベッギン』 - Beggin' (2008年、RPM)

### シングル
- "I Will Always Love You" / "Save Your Love" (1967年、Piccadilly)
- "Soul Sauce" / "I Wish I Could Jerk Like My Uncle Cyril" (1967年、Piccadilly)
- "Don't Make Promises" / "Walking Through the Streets of My Mind" (1967年、Deram)
- "Beggin'" / "A Woman That's Waiting" (1968年、Deram)[1]
- "Girl Don't Make Me Wait" / "Gone Is the Sad Man" (1968年、Deram)[3]
- "You Better Run" (45) (1968年、Deram)
- "Baked Jam Roll in Your Eye" / "Poor Little Heartbreaker" (1969年、Deram)
- "Yellow Van" / "You've Got the Chance" (1969年、Deram)